# Der Brummbär
Der Brummbär (Originaltitel: Il burbero) ist eine italienische Filmkomödie aus dem Jahr 1986 mit Adriano Celentano.

## Handlung
Der italienische Rechtsanwalt Tito Torrisi macht auf dem New Yorker Flughafen John F. Kennedy unfreiwillig Bekanntschaft mit der Kellnerin Mary Cimino. Sie will dringend zu ihrem frisch angetrauten Mann Giulio, der behauptet, zu viel Geld gekommen zu sein, nach Florenz reisen. Da Tito neben seinem noch ein zweites, freies Flugbillett besitzt, bestürmt sie ihn, es ihr zu verkaufen; missmutig lässt er sich schließlich dazu herab.
In Florenz verwechseln Tito und Mary versehentlich ihre gleich aussehenden Koffer. Mary wird kurz darauf im Hotelzimmer ihres Mannes überfallen. Ihr Koffer wird aufgebrochen, doch darin befinden sich einzig Papiere von Tito. Im Gegenzug findet dieser bei einer Konferenz nur die Kleidungsstücke von Mary im Koffer. Um seine Unterlagen zurückzuerlangen, macht Tito sich auf den Weg zu Mary. Er findet sie gefesselt vor und befreit sie, kauft ihr allerdings die Geschichte mit dem Überfall nicht ab.
Tito bringt Mary zum Ponte Vecchio, wo sie ihren Ehemann Giulio treffen möchte. Der erscheint auch, tut jedoch so, als kenne er sie nicht und flüchtet, weil er merkt, dass Gangster ihn verfolgen – die gleichen, die schon Mary überfallen haben. In die Enge getrieben, nimmt er sich mit einer Pille das Leben. Mary, auf der Suche nach ihrem Mann, bittet Tito um Hilfe. Nachdem Giulios Tod offiziell geworden ist, möchte Tito sie mit dem nächsten Flug nach New York zurückschicken. Auf dem Weg zum Flughafen wird Mary jedoch erneut von den Gangstern überfallen, wobei sich herausstellt, dass sie die Beute eines gemeinsam mit Giulio durchgeführten Banküberfalls suchen. Tito kommt Mary zu Hilfe, und es entwickelt sich ein Wettlauf mit den Kriminellen um das Vermögen, der die beiden Gruppen unter anderem nach Pisa und nach Siena zum weltberühmten Palio führt.
Mary hat sich längst in Tito verliebt, der sich jedoch äußerst kühl und abweisend verhält. Am Ende der Rätseljagd erscheint Giulio überraschend wieder. Er hatte seinen Tod nur vorgetäuscht und Mary dazu benutzt, seine Komplizen auszuschalten. Die gesuchte Beute hatte er in einem wertvollen Gemälde angelegt, dieses mit einem „Schatzplan“ übermalt und an die ahnungslose Mary schicken lassen. Giulio flüchtet mit dem Bild im Zug Richtung Monaco, doch Tito folgt ihm und kann ihn mit einem Trick endgültig ausschalten. Schließlich erklärt Tito Mary nicht nur, dass er sie ebenfalls liebt, sondern auch, dass er die Geschichte, beginnend mit dem angeblich zufälligen Zusammentreffen am New Yorker Flughafen, von Anfang an geplant hat: Eine Versicherung hat ihm den Auftrag erteilt, den Fall des verschwundenen Gemäldes aufzuklären.

## Sonstiges
Die letzte Schlussfolgerung aus Giulios Schatzkarte wird in der Synchronisation nicht richtig wiedergegeben. Der Grund, wie man vom Hinweis 6x6 auf die Perseusstatuen kommt, ist nur in der italienischen Originalfassung verständlich. 6 mal 6 heißt auf Italienisch „sei per sei“ ausgesprochen auch „sei persei“ also sechs Perseus(es).

## Kritik
„Überdrehte, nur begrenzt amüsante Adriano-Celentano-Komödie, inszeniert im Stil eines grellen Comic strips nach einem mehr als bescheidenen Drehbuch.“

Die Bürger der toskanischen Stadt Siena waren empört darüber, dass ihre Stadt und die berühmten Reiterspiele „Palio“ als Kulisse in dem Film völlig falsch dargestellt worden seien.

## Veröffentlichungen
Der Film erschien als Teil einer Serie von Celentano-Filmen von Carol Media mit ausschließlich deutscher Tonspur auf DVD. Außerdem ist er mit deutschem und italienischem Ton unter dem Titel Der Unausstehliche als Teil einer Celentano-DVD-Box der MIG Filmgroup erhältlich, gemäß Angaben des Anbieters „erstmals vom Negativ anamorph abgetastet“.